# Jed-Forest Rugby Football Club
Maillots
Dernière mise à jour : 18 octobre 2012.
 Jed-Forest RFC est un club de rugby écossais situé à Jedburgh, dans les Borders au sud de l'Écosse, qui évolue dans la Scottish Premiership Division 2.

## Histoire
Jed-Forest RFC est l’un des nombreux clubs de la région des Borders (Melrose, Hawick, Kelso, etc.) qui a tant donné au rugby écossais.  Ce sont d'ailleurs des joueurs de Kelso venus effectuer une démonstration qui introduisent le ballon ovale dans le village de Jedburgh le 1er décembre 1883. Le club a du mal à survivre au plus haut niveau et évolue d’ailleurs en deuxième division depuis 2003.

## Palmarès
- Vainqueur du Championnat de 2e division en 1988 et 2012
- Vainqueur de la Border League en 1903, 1904, 1905, 1907, 1908, 1920, 1957, 1988 et 1995

## Joueurs célèbres
Le club a fourni plusieurs joueurs à l'Équipe d'Écosse dont :
- Gary Armstrong
- Gavin Kerr
- Roy Laidlaw